# اندریا لوید
اندریا لوید (انگلیسی: Andria Lloyd؛ زادهٔ ۱۰ اوت ۱۹۷۱) ورزشکار دو و میدانی اهل جامائیکا است.